# Prosciutto di Natale
Il prosciutto di Natale (in svedese: julskinka, pron.: /'jʉ:lˌɧiŋka/ o, localmente, /'jʉ:lˌʂiŋka/, o anche helgskinka; in finlandese: joulukinkku) è il prosciutto di maiale che viene tradizionalmente servito durante il periodo natalizio, spesso per la cena di Natale o Yule, nei Paesi anglosassoni e nei Paesi scandinavi, in particolare in Svezia e in Finlandia, dove è una delle pietanze immancabili dello julbord ("tavola natalizia").

## Ingredienti
Per preparare il prosciutto di Natale occorrono i seguenti ingredienti:
- cosciotto di maiale con cotenna (circa 3 kg)
- pangrattato
- noce di burro
- senape
- miele
- uovo
- sale
- olio d'oliva
- pepe
- patate
- zucchero

## Preparazione

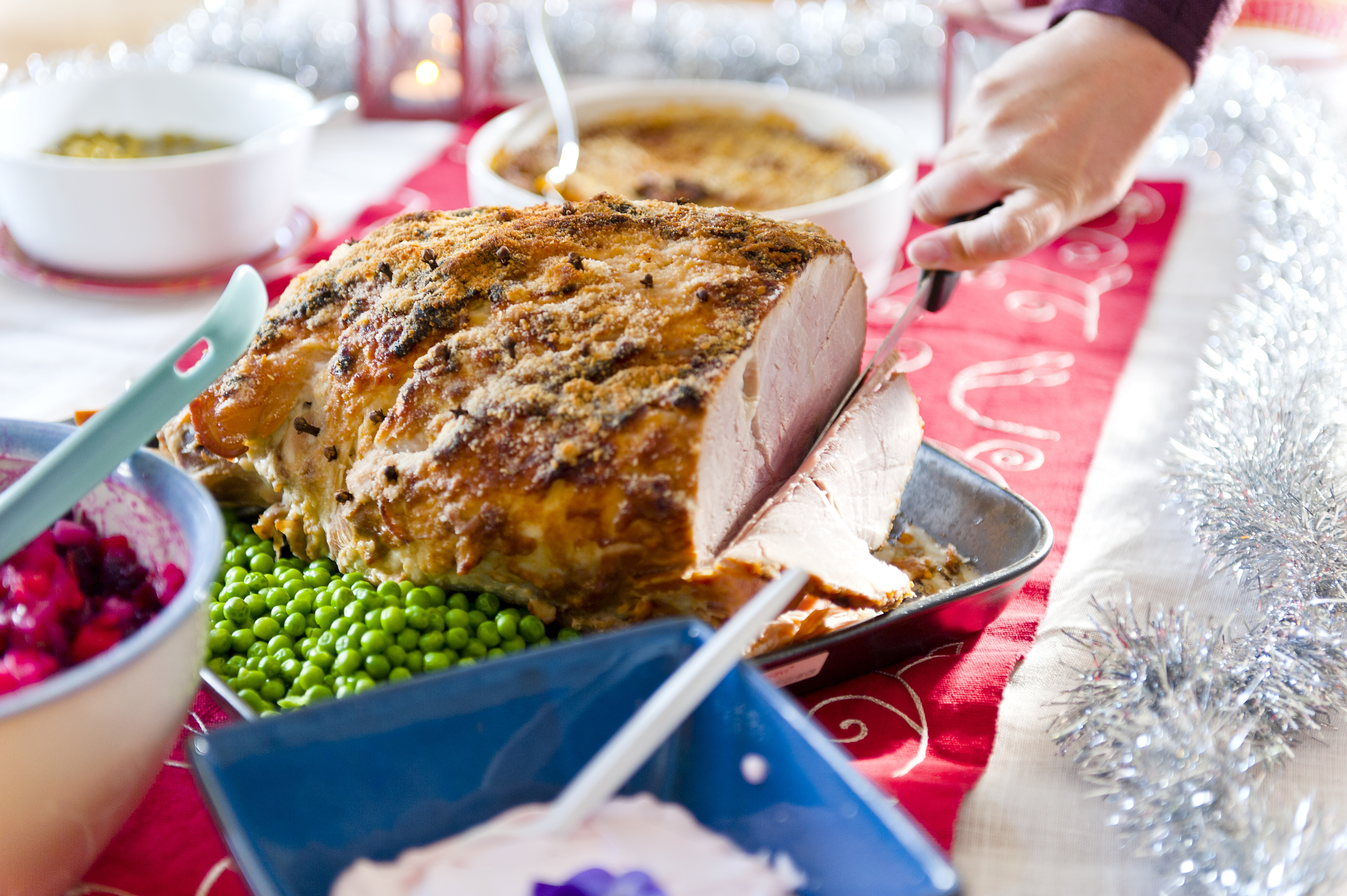
Il prosciutto di Natale in una tavola finlandese

Il cosciotto dev'essere dapprima fatto marinare in acqua fredda per circa dodici ore.
Quindi dev'essere asciugato e scolato, prima di essere cotto in una teglia a 150 gradi. La cottura dura circa 45 minuti.
Al termine della cottura, devono essere aggiunte le patate, prima di una nuova cottura a 220 gradi che deve durare circa 20 minuti.

## Il prosciutto di Natale nella cultura di massa

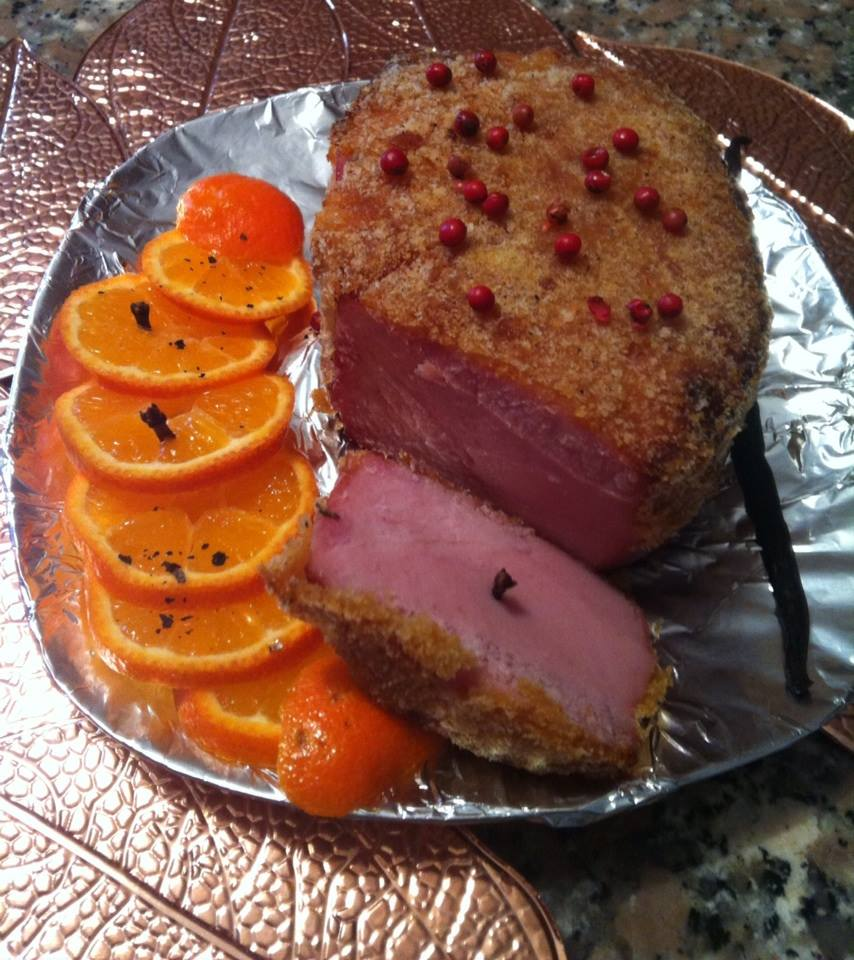
Interpretazione moderna del prosciutto di Natale

- Al prosciutto di Natale è dedicata la canzone natalizia svedese Vår julskinka har rymt.[5]